# ماساكي كاشيوارا
ماساكي كاشيوارا (ولد في 30 يناير 1947 في يوكي، إباراكي) هو عالم رياضيات ياباني. كان طالبًا في جامعة طوكيو. قدم كاشيوارا مساهمات رائدة في التحليل الجبري، والتحليل الميكرولوجي، ونظرية الوحدة النمطية، ونظرية هودج، ونظرية الحزم، ونظرية التمثيل.
أسس كاشيوارا وساتو أسس نظرية أنظمة المعادلات التفاضلية الجزئية الخطية مع معاملات تحليلية، مع الأخذ بنهج كوموميولوجي يتبع روح نظرية مخططات جروثينديك. قدم بيرنشتاين نهجا مماثلا في قضية معاملات كثيرة الحدود. أطروحة سيد كاشيوارا تنص على أسس نظرية الوحدات D. تثبت أطروحته للحصول على درجة الدكتوراه عقلانية جذور الدوال b (متعددات الحدود برنشتاين-ساتو)، باستخدام نظرية الوحدة D ودقة التفرد.
فاز ماساكي بميدالية تشيرن عام 2018 عن «إسهاماته البارزة والتأسيسية في نظرية التحليل والتمثيل الجبري التي استمرت على مدار 50 عامًا تقريبًا».
وفاز ماساكي بجائزة أبيل عام 2025 عن «إسهاماته الجوهرية في التحليل الجبري ونظرية التمثيل، لا سيما تطوير نظرية وحدات-دي واكتشاف القواعد البلورية».